# Wolter Tymen Kymmell
Wolter Tymen Kymmell (Dalen, 29 januari 1775 - Smilde, 12 juni 1846) was een Nederlandse militair.

## Leven en werk
Kymmell was een zoon van de schulte en maire van Dalen Georg Rudolph Wolther Kymmell en Euphemia Gesina Nijsingh. Kymmel trad in dienst als luitenant bij het leger van de Republiek der Zeven Verenigde Nederlanden. In 1795 verliet hij het leger en trad in dienst bij prins Willem V en week met hem uit naar Engeland. Hij diende de prins van Oranje tot de Vrede van Amiens. Na terugkeer in Nederland werd hij gepensioneerd.
Kymmell trouwde op 26 september 1812 te Westerbork met zijn nicht Lucia Aleida Nijsingh, dochter van de schulte van Westerbork Jan Tijmen Nijsingh en Wilhelmina Alingh. Kymmell en zijn vrouw waren kleinkinderen van de schulte van Westerbork Hendrik Nijsingh. Hun zoon Jan Tymen Kymmell volgde in 1840 zijn oom Hendrik Nijsingh op als burgemeester van Westerbork. De dissertatie van hun zoon in 1841 was opgedragen aan zijn vader Wolter Tymen Kymmell en zijn oom de gedeputeerde van Drenthe Lucas Nijsingh.